# Truck of the Year
Truck of the Year ist eine Auszeichnung, die jährlich von Journalisten in Europa an einen neuen Lastkraftwagen des Vorjahres vergeben wird.
Die Initiative hatte ihren Ursprung im Jahr 1976 in Großbritannien und erfasste bereits im folgenden Jahr auch Schweden, Dänemark, die Niederlande, Belgien und Deutschland. Zur Jury ist nur ein renommierter Fachjournalist pro Staat zugelassen, der zudem regelmäßig in Zeitschriften publizieren muss, die auf Nutzfahrzeuge spezialisiert sind. Inzwischen sind 25 europäische Staaten einschließlich Russlands und der Türkei vertreten.
Ursprünglich war die Sicherheit und der Komfort eines neuen Fahrzeugs Kriterien für die Auszeichnung. Inzwischen gehören auch die Wirtschaftlichkeit und Umweltverträglichkeit eines Fahrzeugs zu den wahlrelevanten Kriterien.
Seit 1992 gibt es die Ableitung Van of the Year mit größtenteils gleich besetzter Jury. Als Van of the Year kommen nur Nutzfahrzeuge mit zulässigem Gesamtgewicht bis zu 3,5 Tonnen in Betracht. Dies ist die untere Gewichtsgrenze für die Nominierung und Wahl zum Truck of the Year.

## Trucks of the Years

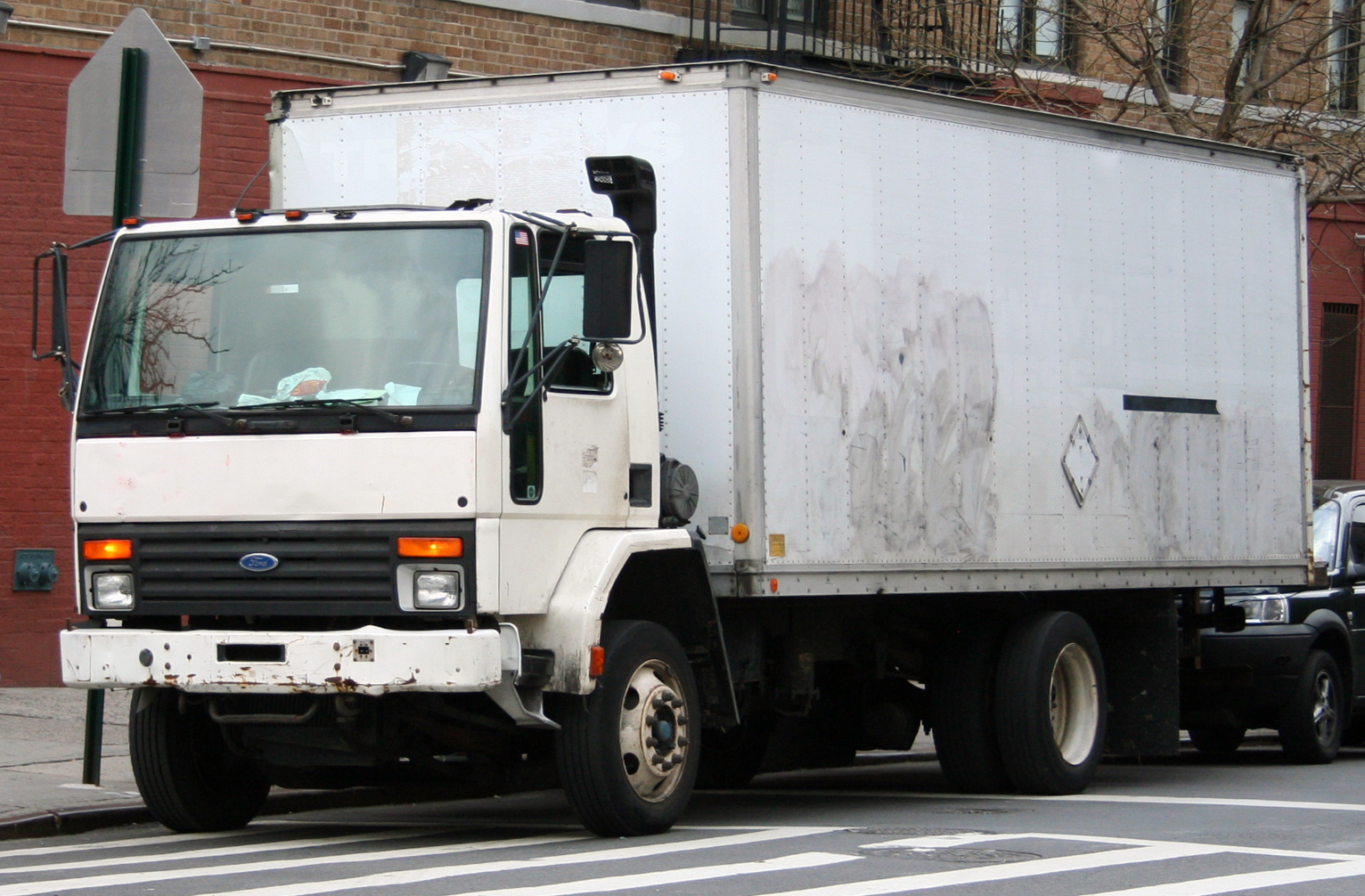
1982: Ford Cargo
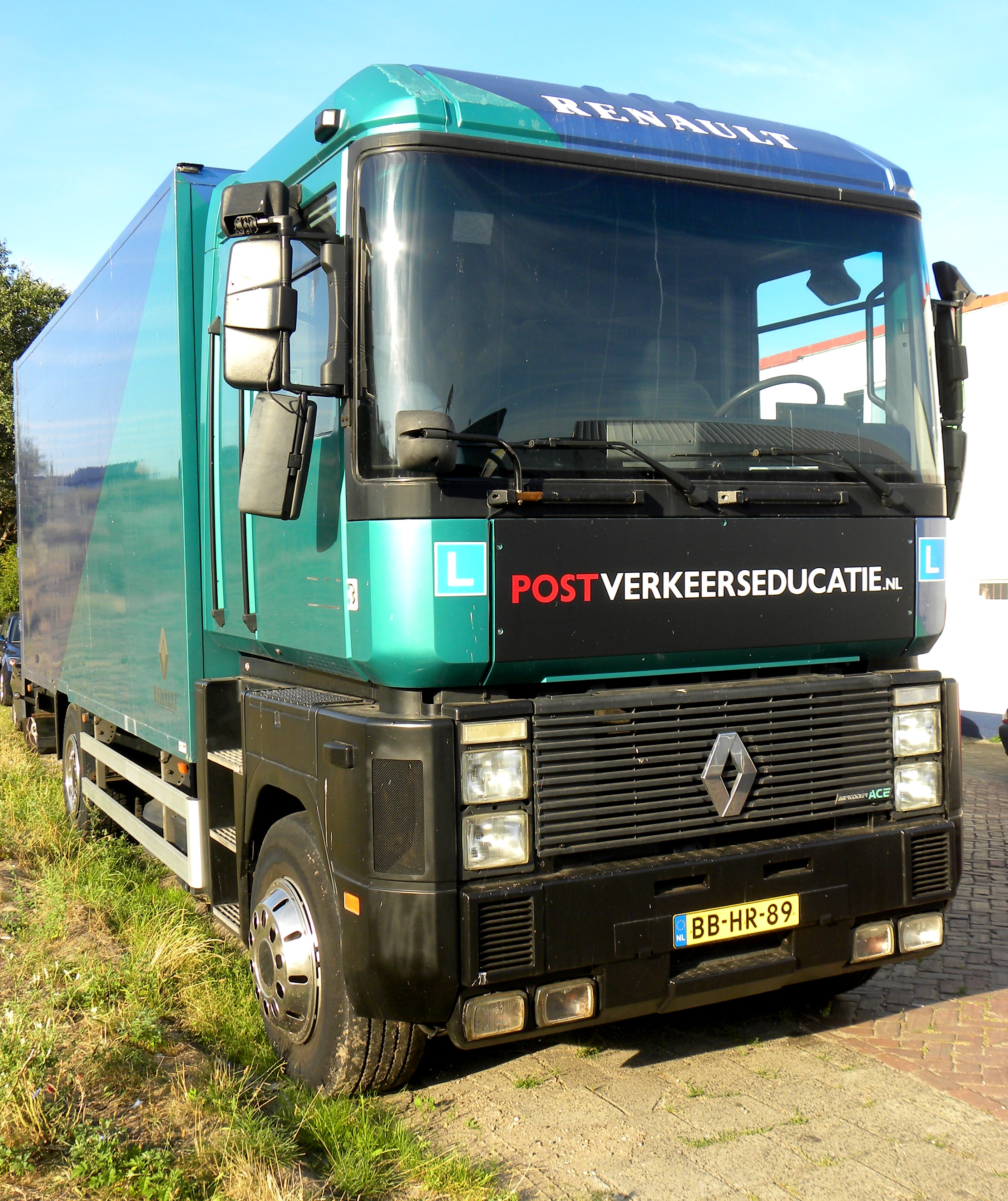
1991: Renault AE Magnum
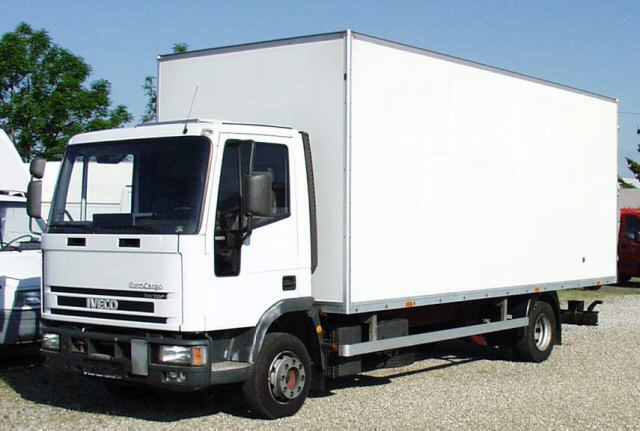
1992: Iveco Eurocargo
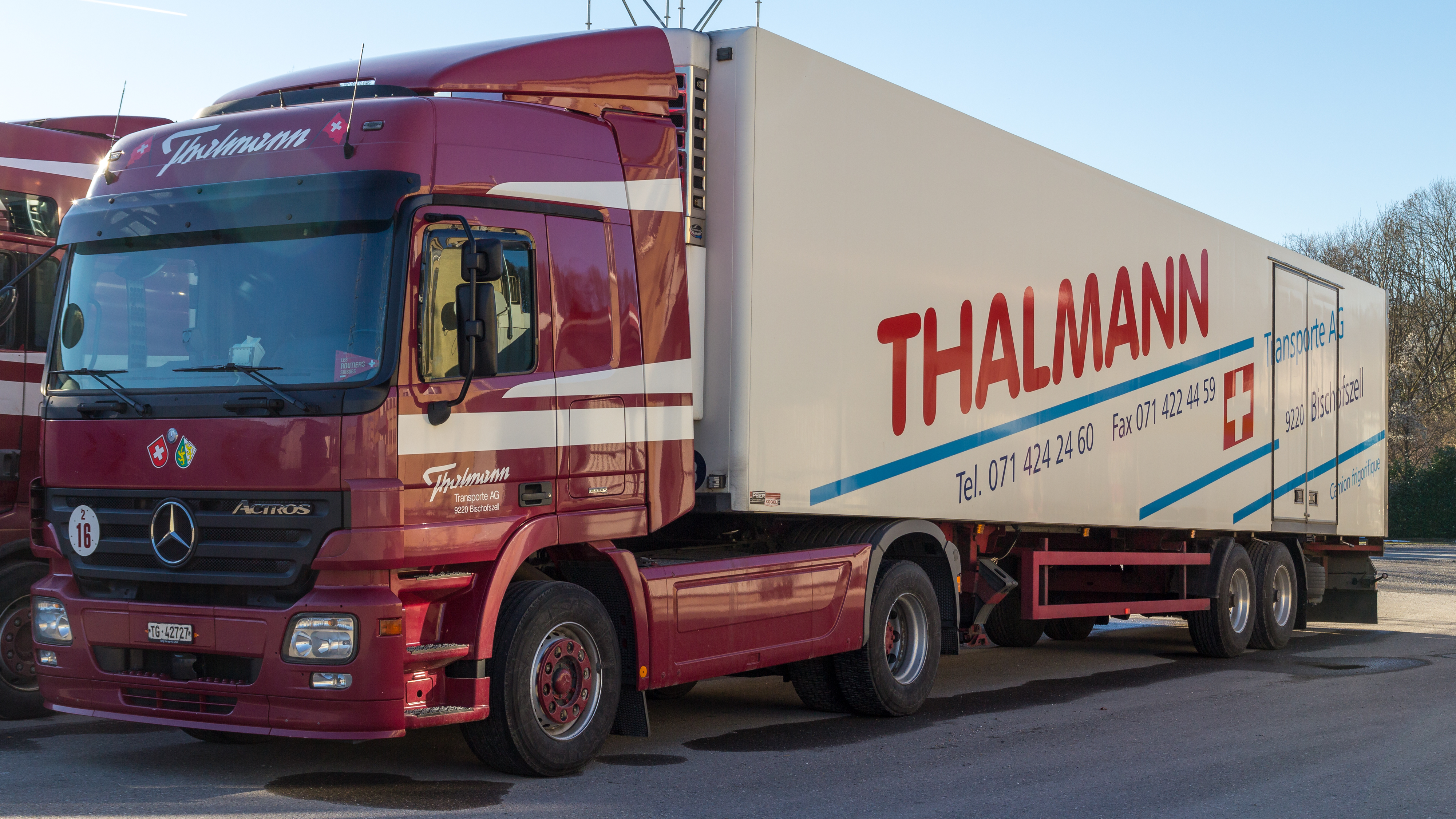
1997: Mercedes-Benz Actros
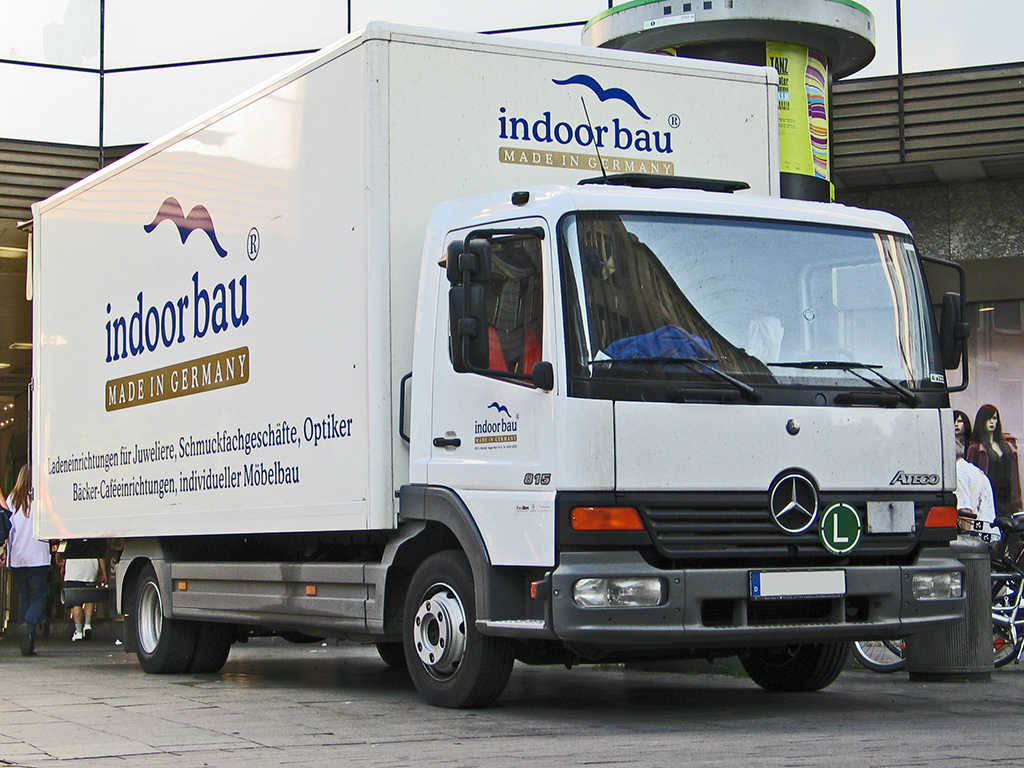
1999: Mercedes-Benz Atego 815
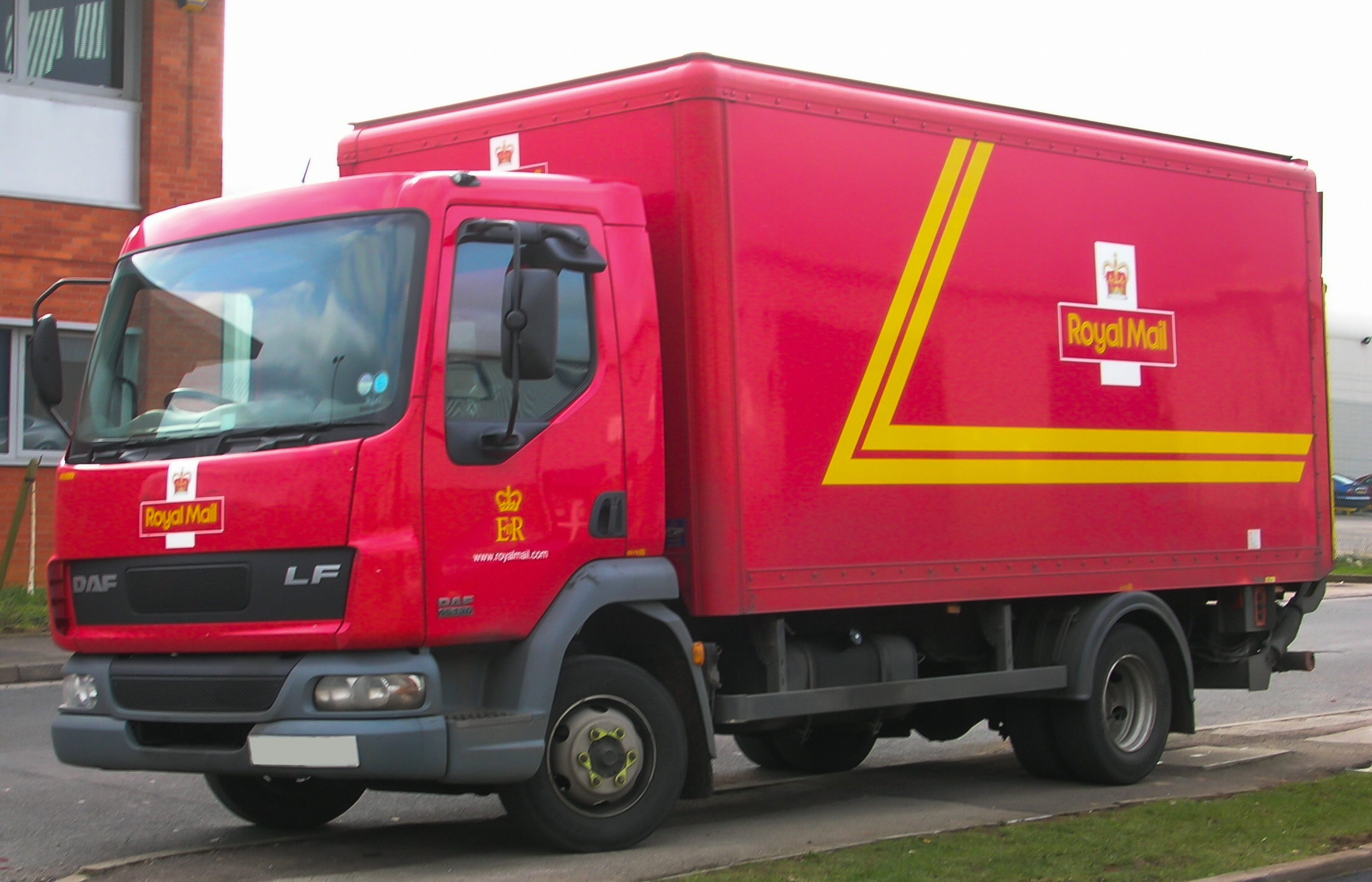
2002: DAF LF
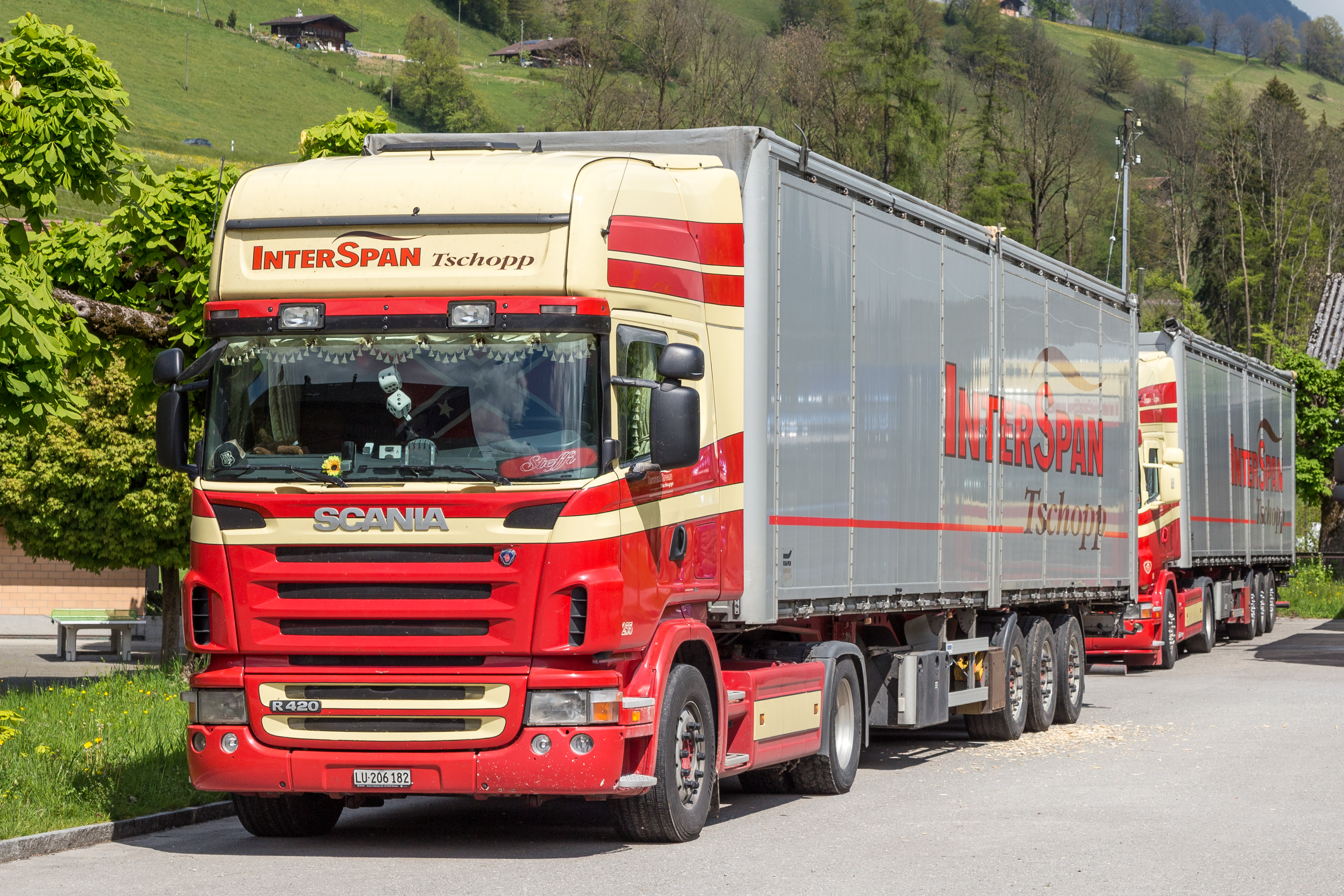
2005: Scania R
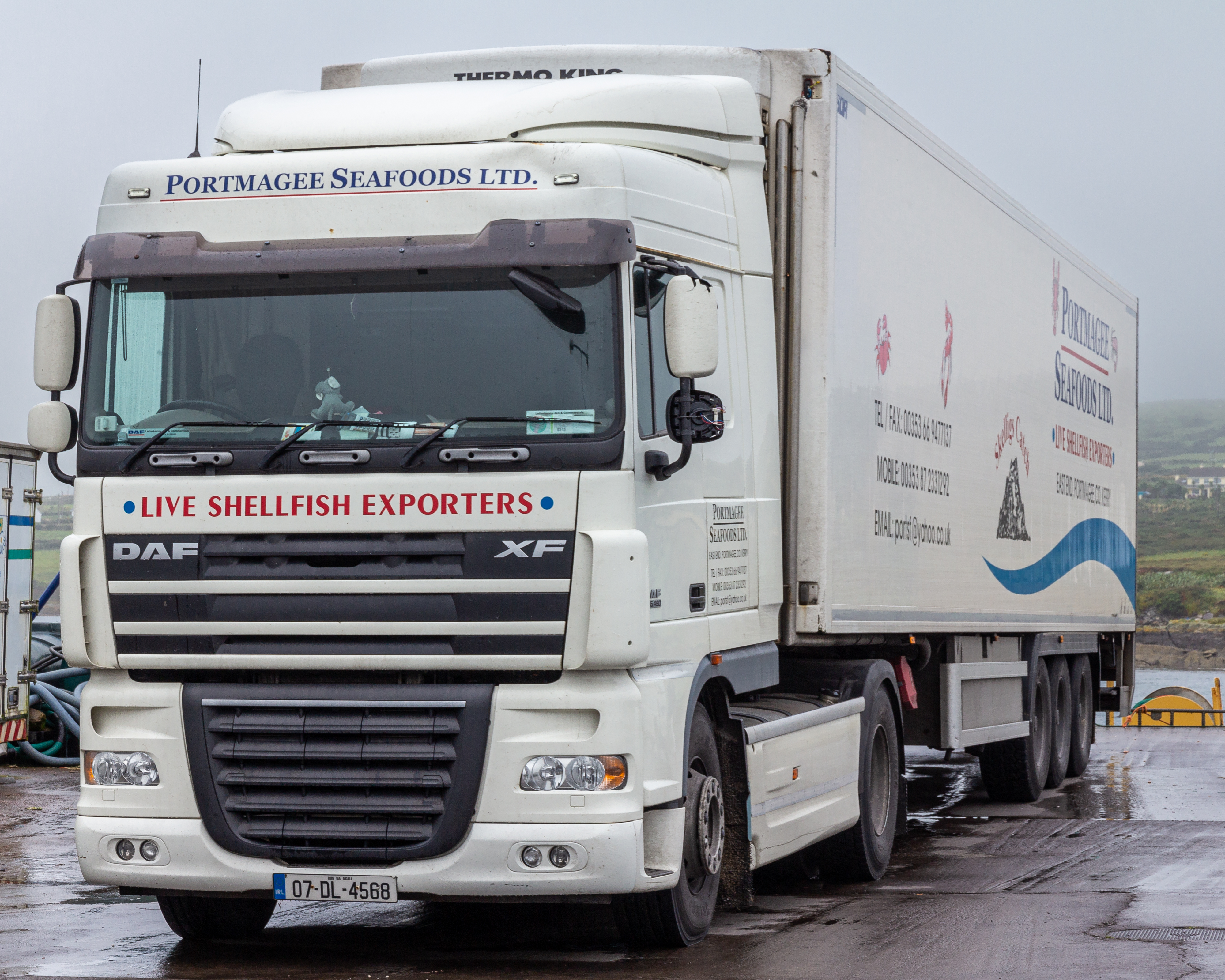
2007: DAF XF 105
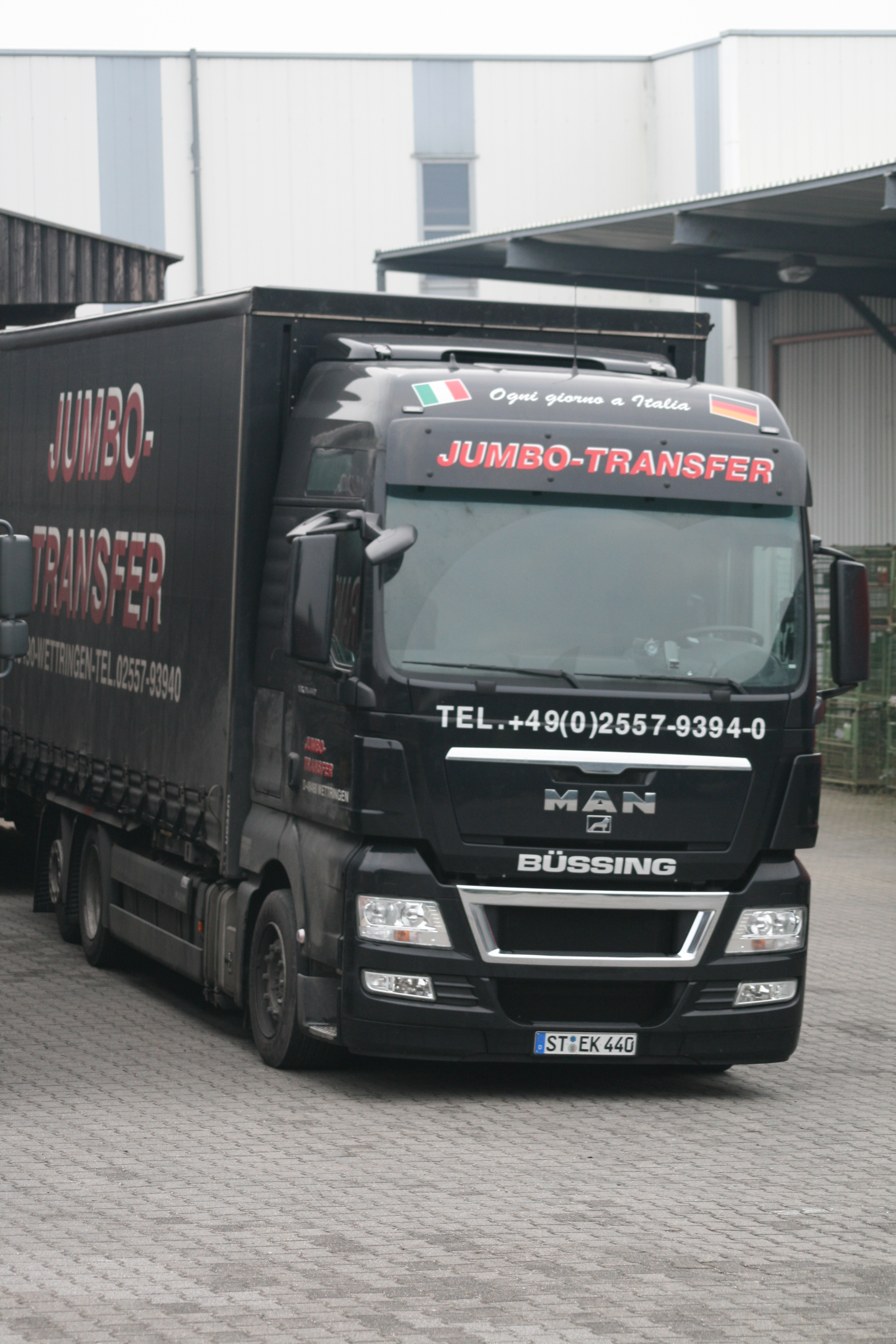
2008: MAN TGX 440
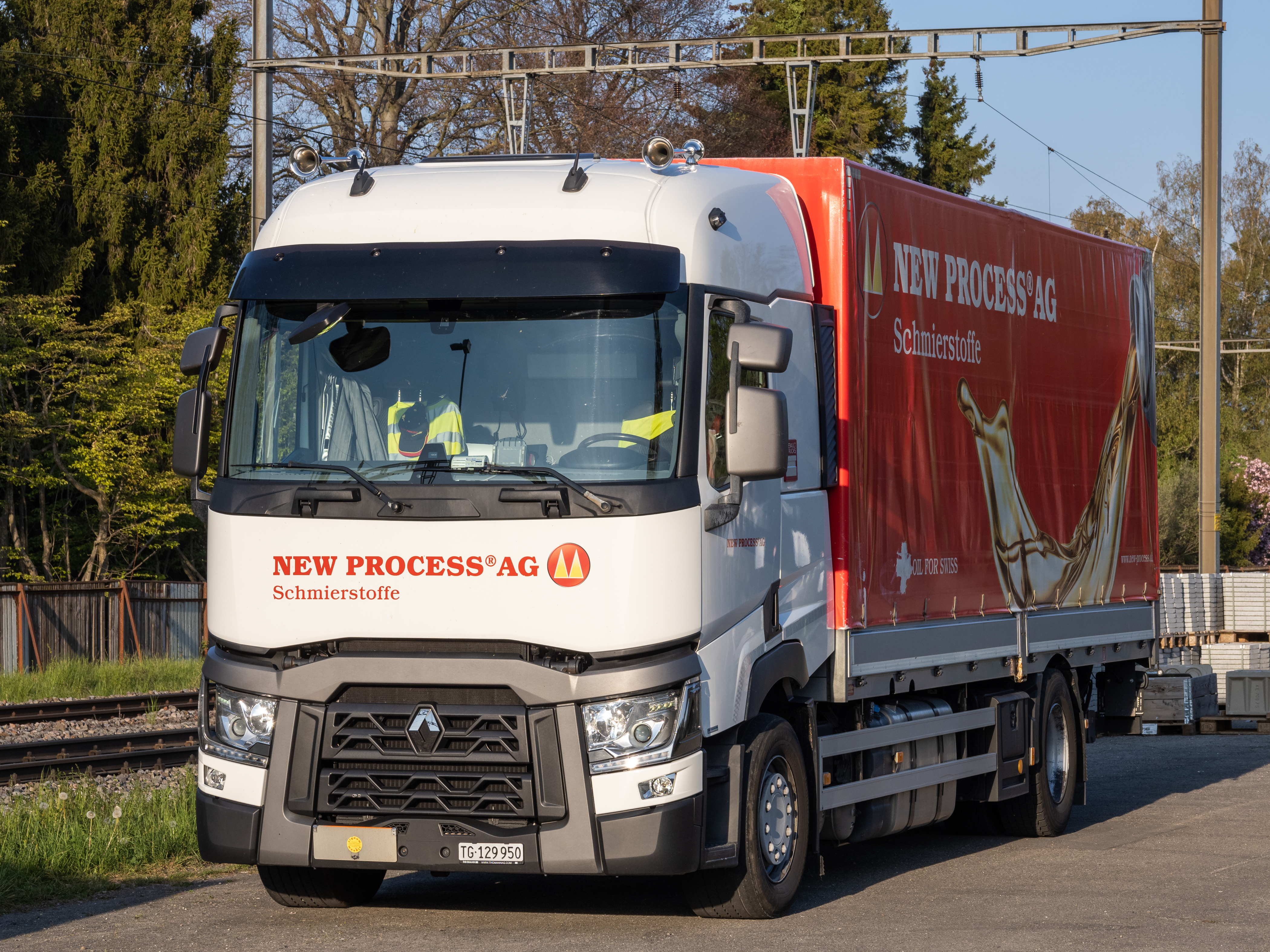
2015: Renault T-Truck
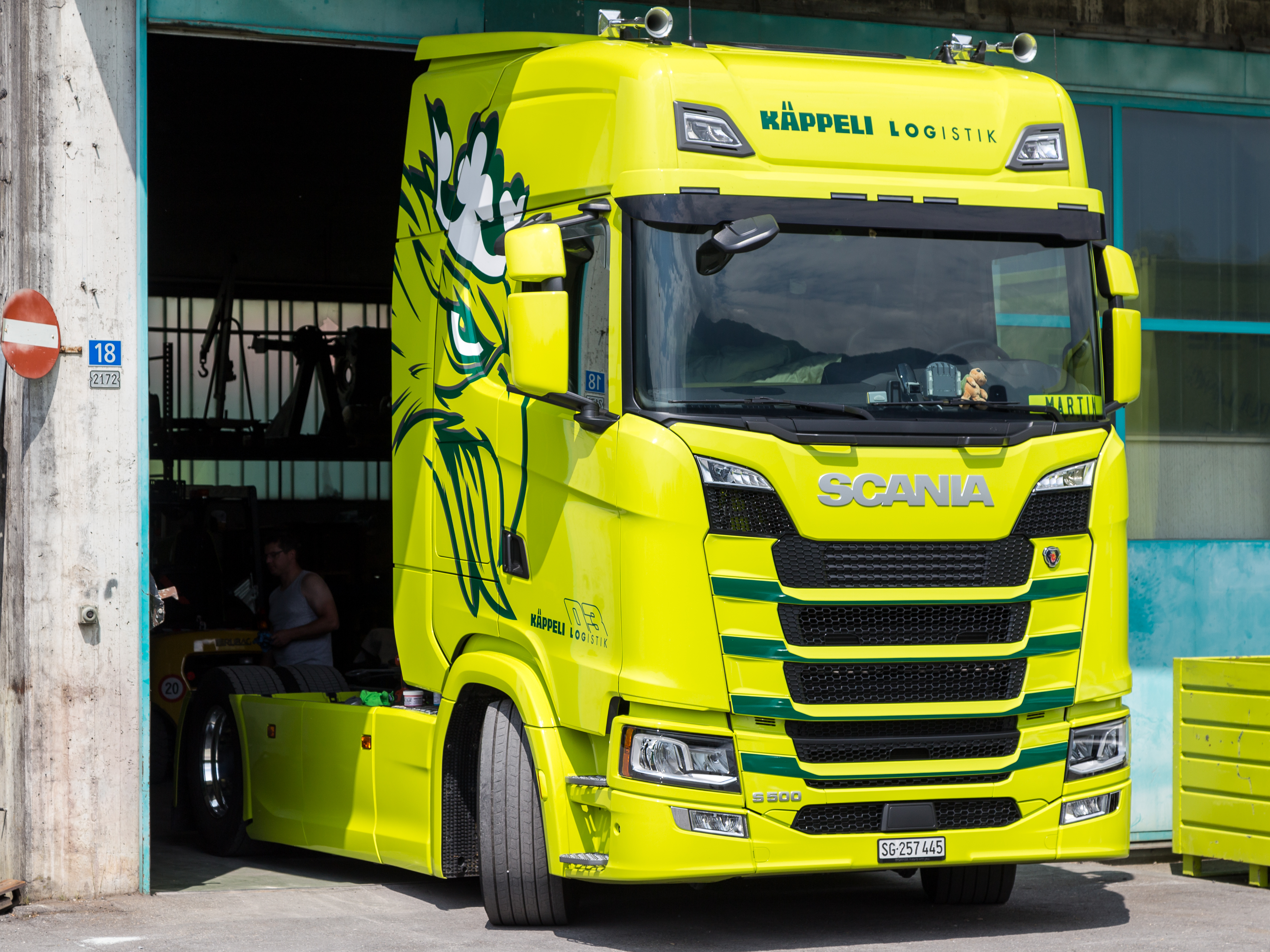
2017: Scania S (500)
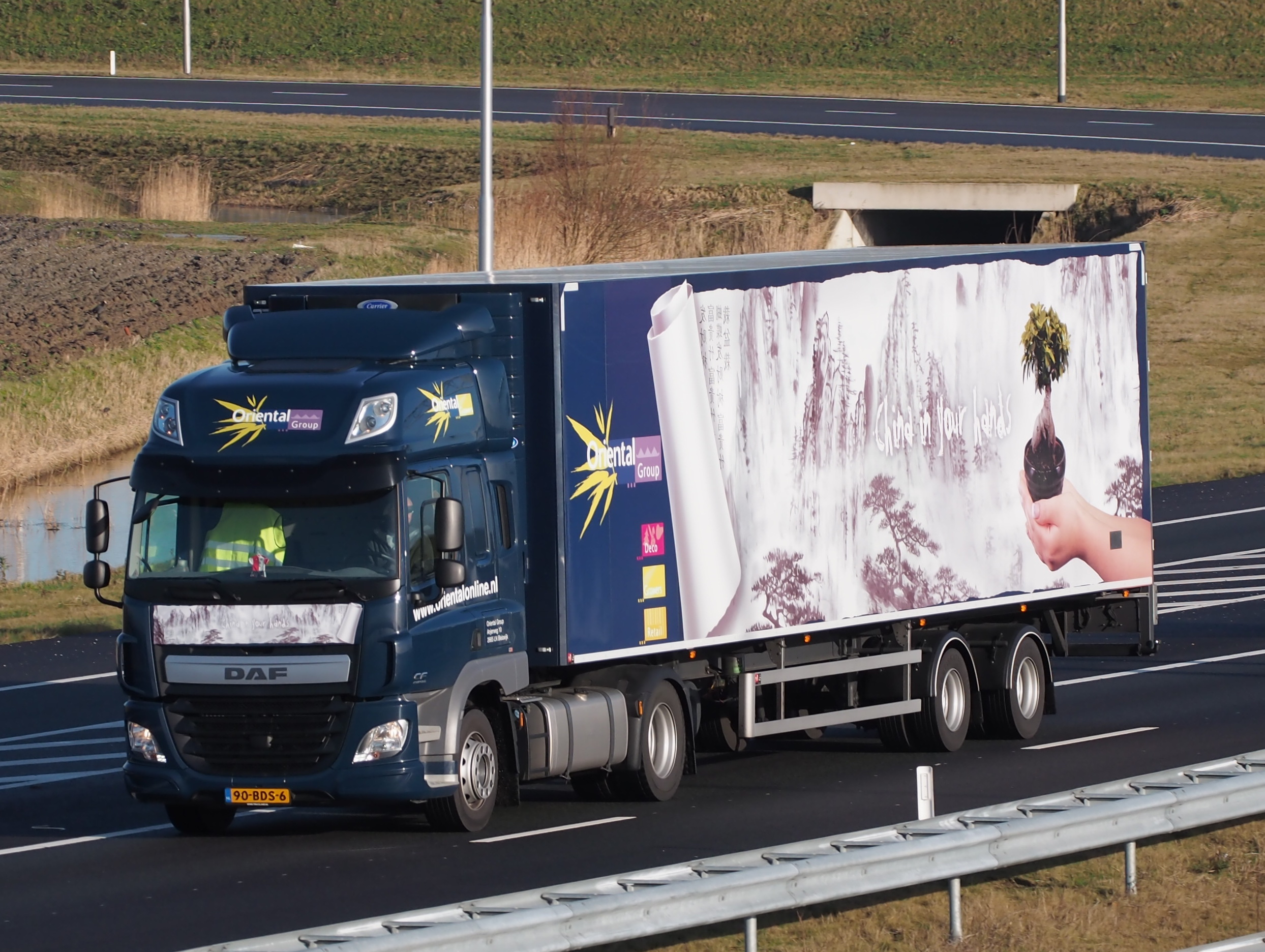
2018: DAF CF
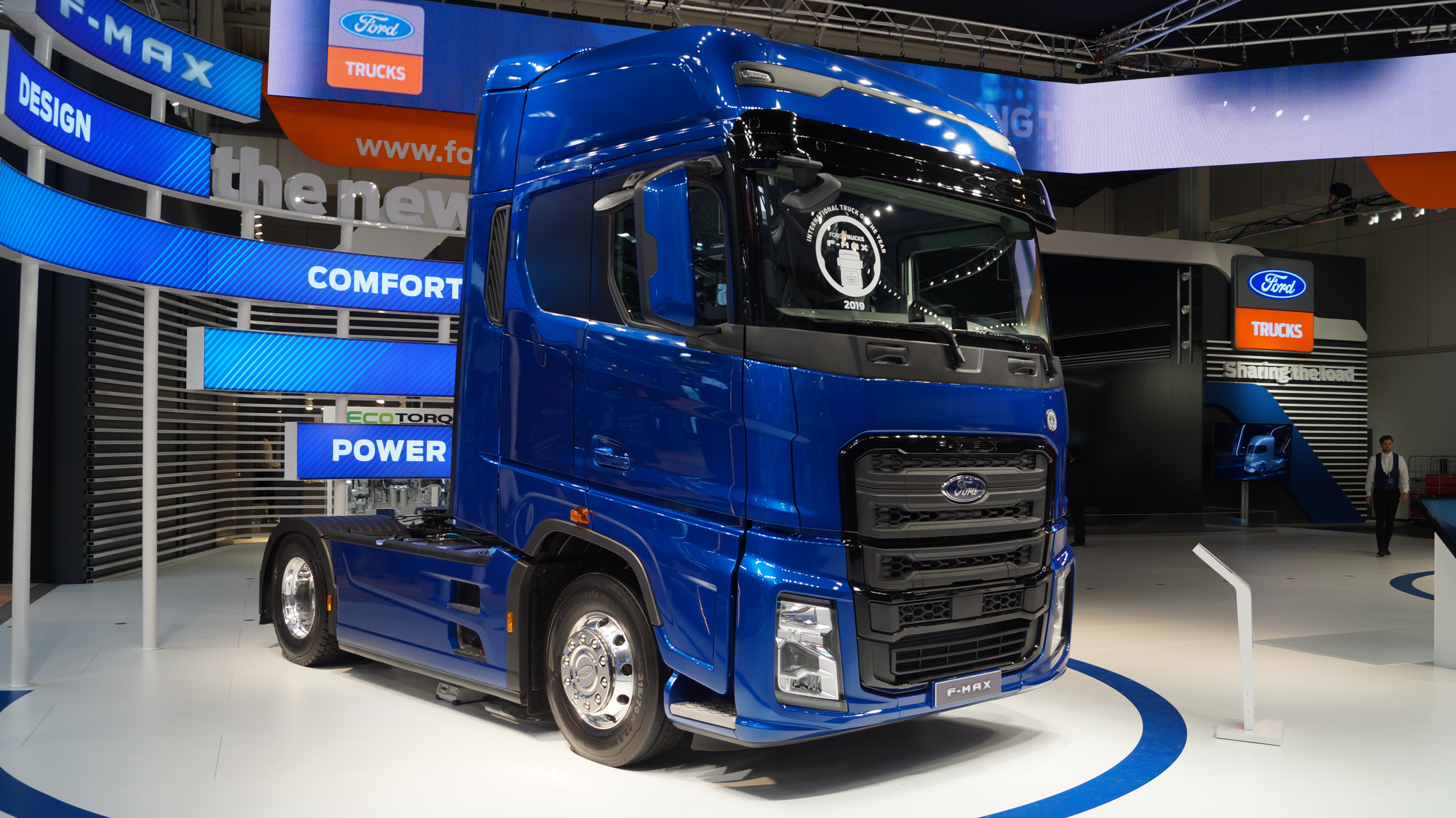
2019: Ford F-Max
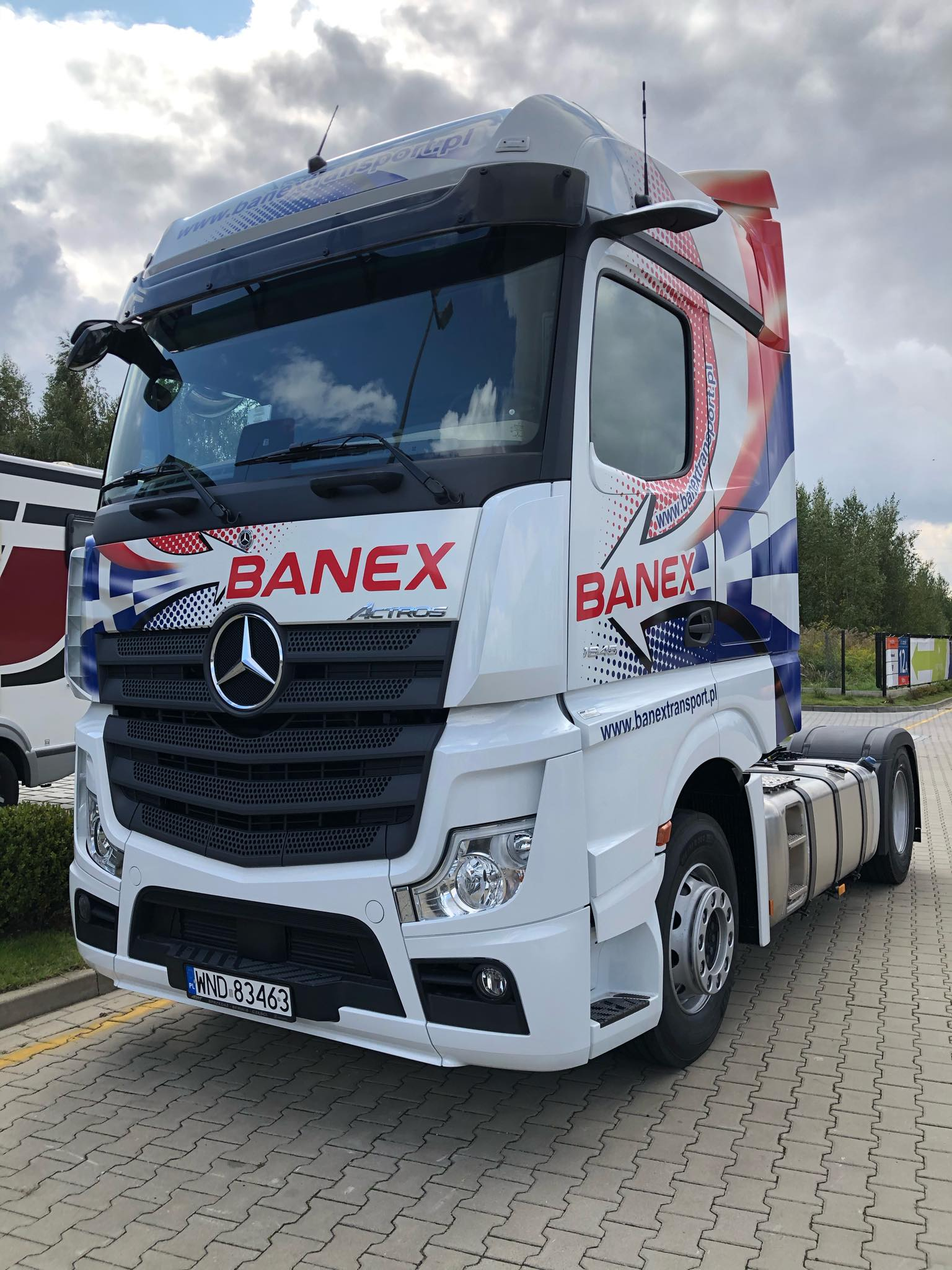
2020: Mercedes-Benz Actros MP5
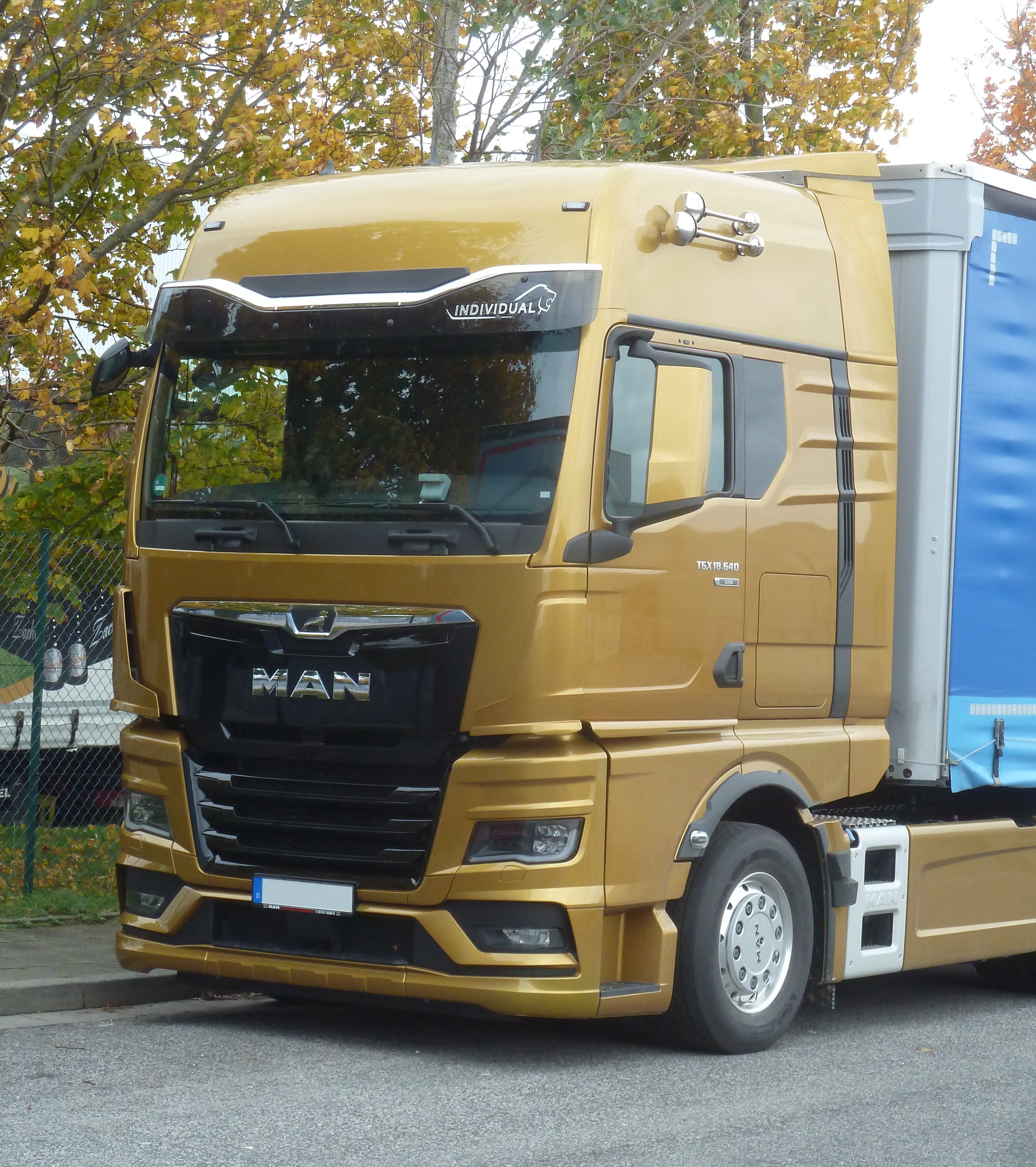
2021: MAN TGX 2020
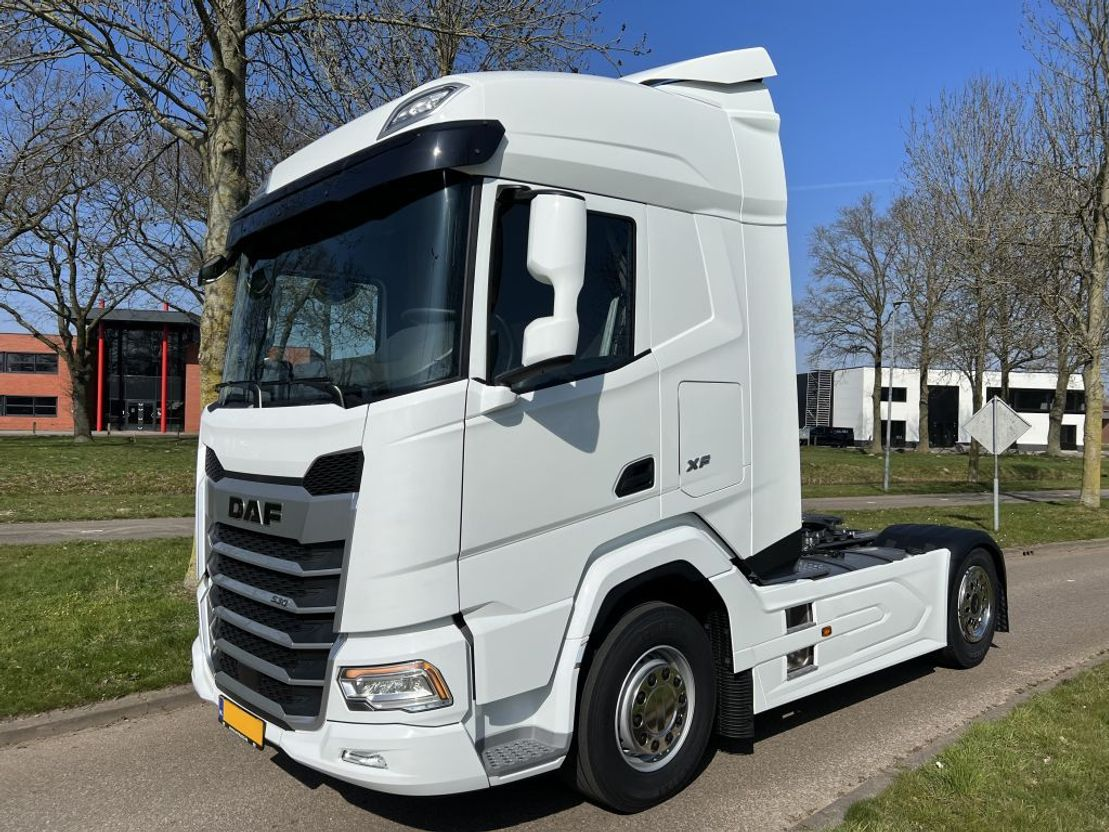
2022: DAF New XF
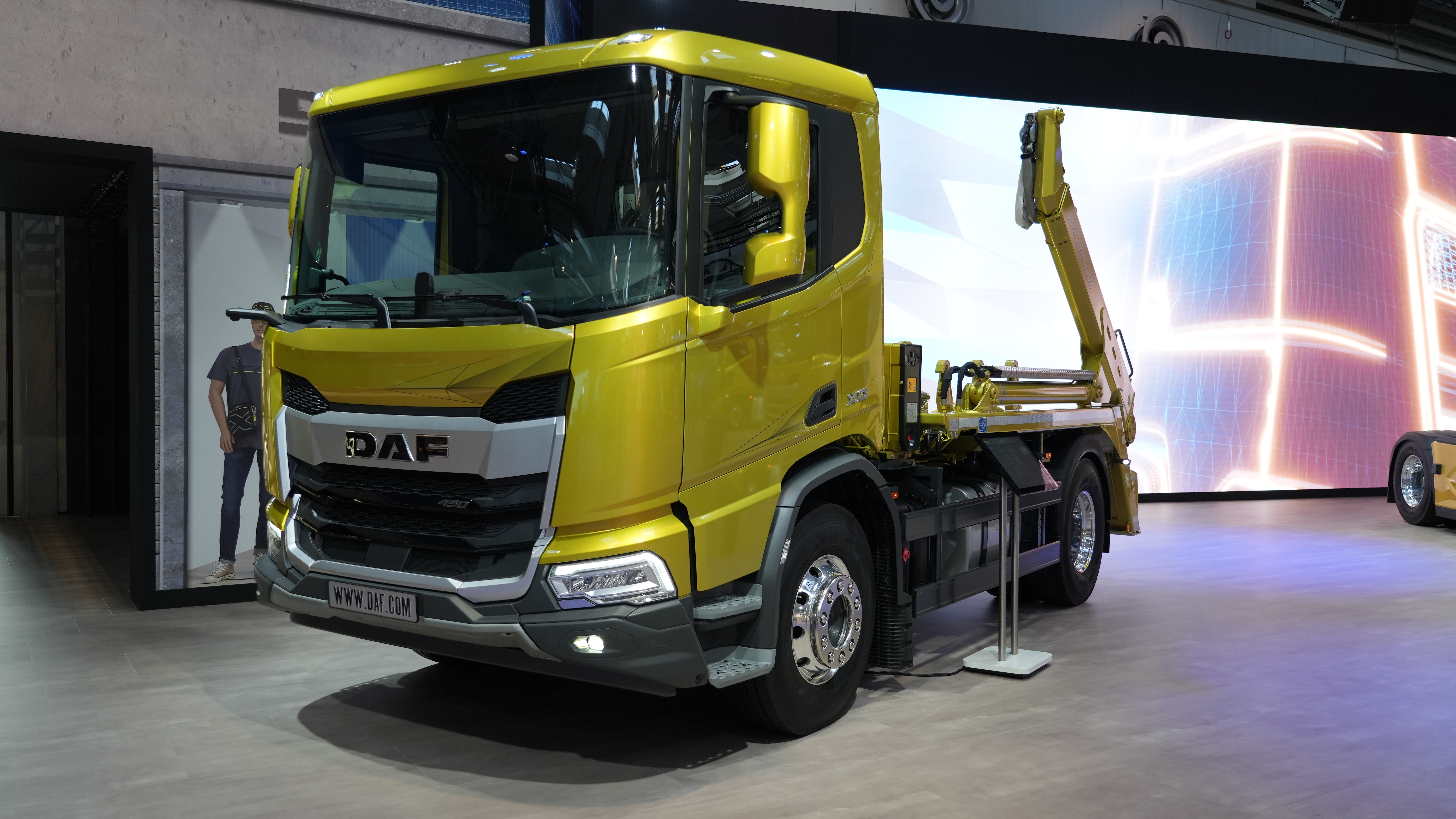
2023: DAF New XD

- 1977: Seddon Atkinson 200
- 1978: MAN 280
- 1979: Volvo F7
- 1980: MAN 321
- 1981: Leyland Roadtrain
- 1982: Ford Cargo
- 1983: G260/290
- 1984: Volvo F10
- 1985: Mercedes-Benz LN2
- 1986: Volvo FL
- 1987: MAN F90
- 1988: DAF 95
- 1989: Scania 3er Serie
- 1990: Mercedes-Benz SK
- 1991: Renault AE Magnum
- 1992: Iveco Eurocargo
- 1993: Iveco EuroTech
- 1994: Volvo FH
- 1995: MAN F-2000
- 1996: Scania 4er Serie
- 1997: Mercedes-Benz Actros
- 1998: DAF 95XF
- 1999: Mercedes-Benz Atego
- 2000: Volvo FH
- 2001: MAN TGA
- 2002: DAF LF
- 2003: Iveco Stralis
- 2004: Mercedes-Benz Actros
- 2005: Scania R
- 2006: MAN TGL
- 2007: DAF XF 105
- 2008: MAN TGX
- 2009: Mercedes-Benz Actros
- 2010: Scania R
- 2011: Mercedes-Benz Atego
- 2012: Mercedes-Benz Actros
- 2013: Iveco Stralis Hi-Way
- 2014: Volvo FH
- 2015: Renault T-Truck
- 2016: Iveco Eurocargo
- 2017: Scania S[6]
- 2018: DAF XF/CF[7]
- 2019: Ford F-Max
- 2020: Mercedes-Benz Actros
- 2021: MAN New TGX[8]
- 2022: DAF New XF, XG & XG+[9]
- 2023: DAF New XD[10]
- 2024: Volvo FH Electric
- 2025: Mercedes-Benz eActros 600